# Организованная преступность
Организо́ванная престу́пность — это форма преступности, для которой характерна устойчивая преступная деятельность, осуществляемая преступными организациями (организованными группами, бандами, преступными сообществами и другими подобными незаконными формированиями), имеющими иерархическую структуру, материальную и финансовую базу и связи с государственными структурами, основанные на коррупционных механизмах.

## Подходы к определению
Организованная преступность является крайне сложным явлением, ввиду чего существует множество различных подходов к фиксации её основных содержательных элементов в нормативных и доктринальных определениях. Такое количество определений обусловлено тем, что ни одна формулировка не в состоянии охватить всё многообразие видов организованной преступности, учитывая имеющиеся между ними экономические, региональные и этнические различия.

### В США
Исторически первые попытки дать определение понятию «организованная преступность», как указывают Д. Л. Херберт и Х. Тритт, были сделаны в США в 1950-х и 1960-х годах, «когда комитеты Конгресса начали обнаруживать доказательства существования тайного преступного общества или картеля под названием „Мафия“ или „Коза ностра“».
На Ойстер-Бейских конференциях по борьбе с организованной преступностью было сформулировано следующее определение:

Организованная преступность — это результат самовоспроизводящегося преступного сговора, направленного на получение сверхприбылей за счёт общества любыми способами и средствами, как законными, так и незаконными. Состав участников сговора может меняться, но сам сговор как целое продолжает существовать.
Оригинальный текст (англ.)Organized crime is the product of a self-perpetuating criminal conspiracy to wring exorbitant profits from our society by any means - fair and foul, legal and illegal. Despite personnel changes, the conspiratorial entity continues.
— Combating Organized Crime. 1966. P. 19
Закон США 1968 года о контроле над преступностью и безопасностью на улицах (англ. Omnibus Crime Control and Safe Streets Act) даёт другое определение:

Организованная преступность — это противозаконная деятельность членов высокоорганизованной, дисциплинированной ассоциации, занимающейся поставками незаконных товаров и оказанием незаконных услуг, включая игорный бизнес, проституцию, ростовщичество, наркобизнес, профсоюзный рэкет и другие виды противозаконной деятельности членов подобных организаций
Оригинальный текст (англ.)'Organized crime' means the unlawful activities of the members of a highly organized, disciplined association engaged in supplying illegal goods and services, including but not limited to gambling, prostitution, loan sharking, narcotics, labor racketeering, and other unlawful activities of members of such organizations.
— Public Law 90-351, Title I, Part F (b)
ФБР определяет организованную преступную группировку как любую группу лиц, имеющую определённый вид формализованной структуры, основной целью которой является получение доходов от незаконной деятельности, поддерживающей своё положение через использование насилия и угроз насилием, коррумпирования государственных чиновников, взяточничества или вымогательства, обычно имеющая влияние на людей, проживающих на определённой территории, вплоть до страны в целом.

### В русскоязычных источниках
В русскоязычных источниках попытки дать определение организованной преступности появились ещё в советский период. Тогда считалось, что в странах с социалистической плановой экономикой, в отличие от буржуазных стран, организованная преступность действует в сфере не запрещаемой законом экономической деятельности, выводя её из-под контроля государства и присваивая полученные доходы. Однако и в рыночной экономике существует теневой сектор, который попадает в сферу интересов организованных преступных формирований.
В целом в источниках советского периода организованная преступность практически не рассматривалась (что объясняется не в последнюю очередь тем, что само её существование в СССР было признано лишь в 1985 году); предметом рассмотрения криминологов являлось более широкое явление групповой преступности.
В источниках современного периода выделяется несколько типов подходов к определению организованной преступности. А. И. Долгова выделяет следующие основные признаки, которые различные учёные кладут в основу определения:
- Сплочённость участников организации, находящая выражение в создании и деятельности преступных организаций (Ю. Н. Адашкевич, С. В. Дьяков, А. И. Долгова, В. С. Овчинский).
- Массовость, распространённость устойчивых преступных сообществ (А. И. Гуров, Э. Ф. Побегайло).
- Способы и виды деятельности, осуществляемой организованными преступными формированиями (И. Я. Гонтарь).
- Одновременно и массовость, и осуществление определённых видов деятельности.
- Наличие между устойчивыми группами, осуществляющими преступную деятельность, устойчивой общерегиональной и межрегиональной связи (А. С. Емельянов).

### Определения международных организаций
С выходом в конце 1980-х — начале 1990-х годов организованной преступности на транснациональный уровень, в борьбу с ней включились международные организации, в частности, Организация Объединённых Наций. На Международном семинаре по борьбе с организованной преступностью, который проводился 21—25 октября 1991 года в Суздале, под организованной преступностью было предложено понимать «относительно большую группу устойчивых и управляемых преступных образований, занимающихся преступной деятельностью в корыстных интересах и создающих систему защиты от социального контроля с использованием таких противозаконных средств, как насилие, запугивание, коррупция и хищение в крупных размерах».
Конвенция Организации Объединённых Наций против транснациональной организованной преступности не даёт общего определения «организованная преступность». В ней используется операционалистский подход, при котором сложное явление определяется путём описания составляющих его самостоятельных элементов. Конвенция даёт определение следующих понятий, составляющих суть организованной преступности:

а) «организованная преступная группа» означает структурно оформленную группу в составе трёх или более лиц, существующую в течение определённого периода времени и действующую согласованно с целью совершения одного или нескольких серьёзных преступлений или преступлений, признанных таковыми в соответствии с настоящей Конвенцией, с тем чтобы получить, прямо или косвенно, финансовую или иную материальную выгоду;
b) «серьёзное преступление» означает преступление, наказуемое лишением свободы на максимальный срок не менее четырёх лет или более строгой мерой наказания;
с) «структурно оформленная группа» означает группу, которая не была случайно образована для немедленного совершения преступления и в которой не обязательно формально определены роли её членов, оговорён непрерывный характер членства или создана развитая структура.
— Ст. 2 Конвенции ООН против транснациональной организованной преступности.
Исходя из этого, А. И. Долгова даёт следующее определение: организованная преступность — это сложная система организованных преступных формирований, их отношений и деятельности.

### О термине «мафия»
В литературе для обозначения организованной преступности в целом, преступной организации или тайного сообщества лиц, занимающихся противозаконной деятельности, также используется термин «мафия».
Термин «мафия» также может означать конкретную преступную организацию, возникшую на основе существовавшего ещё в 1282 году подпольного антифранцузского вооружённого движения сопротивления в Сицилии (действовавшего под лозунгом «Morte alla Francia, Italia anela» — «Смерть Франции, вздохни, Италия», или конкретный тип преступной организации, основанный на кодексе молчания (омерты), стремящийся к установлению насильственными методами руководства или контроля над экономической и общественной деятельностью для получения незаконных прибылей или преимуществ Само слово «мафия» в переводе с сицилийского означает «чванство».
Это разнообразие способов использования необходимо учитывать при рассмотрении источников, описывающих организованную преступность, поскольку мафией нередко называются и те организации, которые не построены по мафиозному типу.

## Организованные преступные формирования
Организованные преступные формирования разнообразны, имеют как географическую, так и национальную специфику, и различаются по степени глобализации: они могут действовать в пределах одного города, страны и даже выходить за пределы отдельных государств, становясь транснациональными. Выделяют несколько глобальных преступных организаций, действующих в большом числе стран и регионов мира: итальянская мафия, японские борёкудан (якудза), китайские триады, колумбийские наркокартели; в последнее время за пределы национальных границ вышли и российские преступные организации («русская мафия»).
А. И. Долгова указывает, что под общим названием «организованные преступные формирования» в литературе объединяются два типа коллективных преступных субъектов:
- Преступная организация — все формы объединений лиц, непосредственно направленные на совершение преступлений, ведение преступной деятельности: организованные преступные группы, банды, незаконные вооружённые формирования и т. д.
- Преступное сообщество — формирование, объединяющее организации первого типа, организующее, координирующее и направляющее их деятельность, обеспечивающее интересы преступного сообщества; также оно может выполнять функции «криминального профсоюза», обеспечивая социальную защиту своих членов. Непосредственно совершением преступлений такие сообщества, как правило, не занимаются, перепоручая эти функции более мелким организациям, находящимся под их влиянием.

Другие авторы также считают возможным выделить несколько типов или уровней преступных формирований. Например, Г. К. Мишин выделяет три таких уровня:
- Организованные группы, ориентированные на совершение общеуголовных преступлений (грабёжи, разбои) и не имеющие устойчивых коррупционных связей.
- Преступные группировки, в которых присутствует жёсткое распределение ролей между участниками, а основным источником средств становится не совершение общеуголовных преступлений, а деяния, связанные с нарушением установленного порядка экономической деятельности или незаконным оборотом определённых товаров (оружие, наркотические средства).
- Преступные сообщества, объединяющие несколько преступных группировок (их характеристики аналогичны описанным А. И. Долговой).

При этом собственно к организованной преступности данный автор относит второй и третий уровень.
Возможны и другие основания классификации. Так, экспертами ООН выделяется традиционный тип преступной организации — мафиозная семья, в которой имеется своя иерархия и правила поведения, и более новый тип объединения преступников по профессиональному признаку, где фактором, сплачивающим организацию воедино является осуществление преступной деятельности определённого вида, а иерархические и нормативные связи менее выражены; объединяющим фактором также могут служить этнические, культурные, исторические связи.

### Деятельность преступных организаций
Существует несколько моделей, которым можно поставить в соответствие деятельность конкретной преступной организации:
- Совершение разнородных деяний, направленных на совершение одного серьёзного преступления, сложного по механизму (например, акта терроризма).
- Систематическое совершение разнородных преступлений, направленных на достижение некой задачи: получения дохода, победы на выборах в государственные органы власти и т. д.
- Систематическое совершение однородных преступлений, являющееся для группы лиц постоянным видом деятельности, основным источником дохода (профессиональная преступная деятельность).

Деятельность крупных преступных сообществ имеет свою специфику: в них выделяются специализированные структурные подразделения, призванные обеспечивать преступную деятельность: аналитические, разведывательные и контрразведывательные, транспортные, юридические и так далее
Ещё одной особенностью деятельности таких организаций является взаимопроникновение преступной и легальной активности: нередко они занимаются также и законной предпринимательской деятельностью, благотворительностью (с целью создания собственного положительного образа у граждан), налаживают тесные экономические связи с предпринимательством, охранными предприятиями, юридическими организациями.
Организующая и руководящая функция таких сообществ по отношению к более мелким преступным организациям выражается в обмене информацией, проведении собраний («сходок», «разборок», «стрелок» и так далее) с целью разрешения внутренних и внешних конфликтов, упорядочения взаимоотношений, раздела сфер влияния, выработки согласованных мер по противодействию правоохранительным органам и установлению контроля над деятельностью органов государства.

### Признаки организованных преступных формирований
Для того, чтобы конкретное преступное формирование можно было признать организованным, оно должно обладать определёнными устойчивыми характеристиками. С. М. Бевза выделяет обязательные характеристики, свойственные всем или практически всем организованным преступным формированиям, и факультативные, которые характерны для многих организованных форм преступной деятельности. К обязательным признакам он относит:
- Устойчивость конкретного преступного формирования, которая проявляется в длительном характере его активности, неоднократном совершении похожих преступлений.
- Распределение ролей между участниками организации, как по вертикали (выделение руководящего звена), так и по горизонтали (преступная специализация).
- Иерархическая структура, включающая как минимум одно лицо, руководящее деятельностью организации.
- Сосредоточение усилий на определённых видах преступной деятельности (чем крупнее организация, тем более широким является круг таких видов деятельности).
- Наличие цели извлечения максимально возможных доходов от преступной деятельности в минимальные сроки.
- Наличие системы социальной взаимопомощи для членов группы (например, общей кассы — «общака»).
- Активное противодействие правоохранительным органам, осуществляемое в том числе с использованием коррупционных механизмов.
- Жёсткая внутренняя дисциплина, наличие определённого кодекса поведения, к нарушителям которого применяются карательные меры.

Среди факультативных признаков этот автор называет:
- Отстранённость руководителя организации от конкретной преступной деятельности: он не принимает участия в совершении преступлений, а нередко и не имеет прямых связей с их исполнителями, оставаясь лишь идейным вдохновителем преступной деятельности.
- Использование механизмов легализации («отмывания») преступных доходов.
- Лежащие в основе подбора кадров в организации национальные или клановые признаки.
- Трансграничный характер деятельности, связи с преступными организациями других стран.
- Использование новых технических средств для преступной деятельности.

А. И. Гуров, обобщая характеристики организованных преступных формирований, считает возможным выделить три основных признака, позволяющих говорить об организованном характере преступной деятельности: наличие объединений, имеющих своей целью систематическое осуществление преступной деятельности, извлечение из преступной деятельности сверхдоходов, намного превышающих доступные в ходе легальной деятельности, и невозможность функционирования организованных преступных формирований без «прикрытия» со стороны коррумпированных государственных должностных лиц.

### Участники организованных преступных формирований
Личность участника организованного преступного формирования имеет определённую специфику, её характеристики отличаются от обобщённых характеристик личности преступника. Специалистами отмечается более высокий интеллектуальный уровень членов организованных преступных групп, значительная социализация, маскировка образа жизни и поведения под правопослушное; в отношении лидеров преступных формирований отмечаются такие качества, как предприимчивость, организаторские способности.
А. И. Долгова выделяет разные категории участников преступных формирований: они могут быть постоянными и временными, нанимаемыми за определённое вознаграждение; образующими «ядро» преступной группировки и оказывающими небольшие услуги организации в разовом порядке с целью создать определённое впечатление о себе у руководителей сообщества. Характер и структура взаимоотношений между участниками варьируется в различных преступных формированиях.

## Организованная преступность и преступное общество
Важной отличительной особенностью организованной преступности является её способность за счёт использования методов коррупции и дискредитации, шантажа и «ликвидации» препятствующих ей лиц перестраивать под себя общественные институты, включая экономические и политические, с образованием новой крупной общественной подструктуры преступного общества, в которое вовлекаются в том числе и широкие массы граждан, с собственными политическими, экономическими, нравственными, социальными и иными порядками.
Создаваемые организованной преступностью общественные структуры образуют своего рода «государство в государстве», использующее олигархическую модель управления, в котором создаются собственные системы безопасности, воспитания молодого поколения, независимые от государственных судебные органы; в котором присутствуют преступная «политическая власть» и оппозиция, и даже создаются письменные нормативные предписания. Вот пример преамбулы одного из таких предписаний («воровских прогонов»), напоминающей преамбулу принятого органом государственной власти нормативного акта:

Воровской прогон!
Приветствую Всех порядочных Арестантов! Мужиков, и всю молодеж кто в первые попал в неволю, всех тех, кто в нашей жизни живёт воровским, свято блюдя традиции и придерживаются всех основ Воровского, от имени всей Воровской семьи обращаюсь ко всем Вам Бродяги с настоящими воровскими прогонами. Все изложенное касается уклада Арестантской жизни в неволе, в целом Бродяг. Преступный мир есть собственное государство, в котором такое как честь, совесть, порядочность являются самым главным законом жизни людей в нём.
— Криминология: Учебник для вузов. / Под общ. ред. А. И. Долговой. 3-е изд., перераб. и доп. — М.: Норма, 2007. — С. 529.
При этом необходимо иметь в виду условность употребления понятия «государство» применительно к социальным структурам, образуемым в результате деятельности преступных группировок: на деле речь идёт лишь об отдельных признаках, о сходстве и подобии, но никак не об образовании самостоятельных структур, способных заменить официальные институты государственного общества. В отличие от государства, организованные преступные формирования характеризуются гибкостью, способностью к быстрой адаптации к новым условиям внешней среды, авантюризмом; несмотря на наличие отдельных механизмов, присущих государству и крупным экономическим корпорациям, они продолжают оставаться неформальными социальными объединениями.
Несмотря на относительную самостоятельность и обособленность, преступное общество не может существовать без общества законопослушных граждан (легалистского общества). Оно находится с ним в тесной взаимосвязи и постоянном взаимодействии: преступное общество активно использует политическую и экономическую систему государства для поддержания своего существования и лоббирования своих интересов, использует институты легалистского общества (в том числе культуру и искусство, средства массовой информации) для распространения своей идеологии. Целью организованной преступности является, как правило, такое положение дел в обществе, когда государственная власть и полицейские органы не вмешиваются в её деятельность, не препятствуют ей; это может достигаться путём установления молчаливого «соглашения о ненападении» (преступные организации в ответ на бездействие государства ограничивают насильственную борьбу с ним) или установления коррупционных симбиотических связей между представителями государства и организованными преступными формированиями, когда государство фактически включается в систему организованной преступности, занимаясь её укрывательством.
В преступное общество оказываются вовлечены не только лица, непосредственно совершающие преступления, но и все остальные, материальное благосостояние которых поддерживается доходами от преступной деятельности: деятели культуры, творчество которых ориентировано на «блатную», уголовную среду, охранные агентства, юридические консультанты, прочие лица, оказывающие услуги самого различного характера «уголовным авторитетам», а также члены их семей.
От формирования преступного общества в результате деятельности организованной преступности не застрахованы даже развитые государства (например, такое общество было сформировано сицилийской мафией в Италии конца XX века). Однако преступное общество наиболее активно формируется и значительно расширяется в периоды социальных потрясений, когда разочаровавшиеся в государственных институтах и оказавшиеся без их поддержки социальные группы часто обращаются к преступным способам обеспечения своей жизнедеятельности; это приводит к тому, что организованные преступные структуры начинают восприниматься не как социальное зло, а как социальное благо. Примером может служить ситуация, сложившаяся в Колумбии конца XX века: политика и экономика этого государства были поставлены в практически полную зависимость от ориентированных на незаконный оборот наркотиков организованных преступных формирований (Медельинский и Калийский картели).
Впоследствии, по мере укрепления государственных властных и правоохранительных институтов существование таких масс населения становится мощным фактором, препятствующим уничтожению преступности в обществе.

## Распространённость организованной преступности
Масштаб деятельности организованной преступности крайне велик, а ущерб от неё огромен. В докладе Национального разведывательного совета США «Глобальные тенденции развития человечества до 2015 года» говорится:

Доступные нам данные говорят о том, что ежегодные доходы от организованной преступной деятельности составляют: 100—300 миллиардов долларов от торговли наркотиками; 10-12 миллиардов долларов от затопления токсичных и других опасных отходов; 9 миллиардов долларов от хищений автотранспорта в США и Европе; 7 миллиардов долларов от перемещения через границы незаконных мигрантов; около миллиарда долларов от нарушения прав на интеллектуальную собственность путём незаконного копирования видеофильмов, компьютерных программ и других товаров.
Вред от коррупции оценивается примерно в 500 миллиардов долларов, что составляет около 1 % мирового ВНП. Этот ущерб является следствием замедления экономического роста, уменьшения иностранных инвестиций и снижения прибылей. К примеру, по данным Европейского банка реконструкции и развития, фирмы, занимающиеся бизнесом в России, тратят от 4 до 8 процентов годового дохода на взятки.
Оригинальный текст (англ.)Available data suggest that current annual revenues from illicit criminal activities include: $100-300 billion from narcotics trafficking; $10-12 billion from toxic and other hazardous waste dumping; $9 billion from automobile theft in the United States and Europe; $7 billion from alien smuggling; and as much as $1 billion from theft of intellectual property through pirating of videos, software, and other commodities.

Available estimates suggest that corruption costs about $500 billion — or about 1 percent of global GNP — in slower growth, reduced foreign investment, and lower profits. For example, the average cost of bribery to firms doing business in Russia is between 4 and 8 percent of annual revenue, according to the European Bank for Reconstruction and Development.
— Global Trends 2015

### ОПГ в мире[37]
США
- Мафия (40 000 членов, 25 семей).

Колумбия
- Наркомафия (25 000 человек, 2500 групп).

Италия
- Cosa Nostra  (Сицилия, 5000 членов, 150 семей);
- Каморра (Кампания, 7000 членов, 130 семей);
- Ндрангета (Калабрия, 5000 членов, 150 семей);
- Nuova Sacra Corona Unita (Апулия, 2000 членов, 50 семей).

Россия
- 160 000 членов, 12 000 групп.

Япония (якудзы)
- Yamaguchi Gumi (23 000 членов, 750 кланов);
- Sumiyoshi Rengo (7000 членов, 170 кланов);
- Inagawa Kai (7000 членов, 300 кланов).

Гонконг (триады)
- Во (40 000 членов, 10 кланов);
- 14К (25 000 членов, 30 кланов);
- Сунъион (50 000 членов).

### Транснациональные преступные организации
Организованная преступность достаточно часто устанавливала международные контакты, однако до середины XX века эти связи были нерегулярными и обычно кратковременными, их расцвет начался лишь после того, как интернационализация экономики и распространение торговли нелегальными товарами (наркотики, оружие, «живой товар») привели к значительному росту доходов от трансграничных преступных операций.
Помимо перемещения через границы нелегальных товаров (в первую очередь наркотиков), интернационализация организованной преступности связана со стремлением преступных формирований выбрать для себя юрисдикции, где системы уголовного правосудия действуют недостаточно эффективно, где достаточно легко осуществляются операции по легализации преступных доходов (например, «налоговые убежища»).
Выделяют следующие основные транснациональные преступные организации:
- Итальянская мафия, представляющая собой союз нескольких преступных организаций: «Ндрангета» из Калабрии, «Каморра» из Неаполя, «Сакра Корона Унита» из Апулии и, наконец, сицилийская мафия или «Коза ностра». Основным источником доходов для итальянской мафии является торговля наркотиками, однако она занимается и другими незаконными операциями: контрабандой оружия, алкоголя, табака, похищением людей и т. д. В 90-х годах XX века влияние итальянской мафии благодаря согласованным усилиям правоохранительных органов Италии несколько снизилось, однако она продолжает сохранять одно из лидирующих мест в списке преступных организаций мира.
- Китайские «триады» осуществляют свою деятельность в основном на территории Гонконга и Тайваня; всего существует около 50 различных организаций, относящихся к этой группе, численность которых насчитывает по разным оценкам от 160 до 300 тысяч человек. Несмотря на жёсткую иерархическую структуру, звенья триад, непосредственно совершающие преступные операции, представляют собой часть гибкой сетевой системы, способной изменять свою структуру, подстраиваясь под внешние условия. Триады занимаются вымогательством, незаконным оборотом наркотиков, проституцией, азартными играми, являются крупными поставщиками героина в США.
- Японская «якудза» («борекудан», «бориокудан») также состоит из нескольких обособленных организаций, из которых наиболее крупной является Ямагути-гуми, насчитывающая свыше 26000 членов, затем идут Инагава-кай (8600 членов) и Сумиёси-кай (свыше 7000 членов). Эти организации ведут между собой борьбу, однако ведётся и согласованная деятельность по коррумпированию государственных должностных лиц и проникновение преступности в экономику. Помимо вмешательства во внутренние экономические процессы (под контролем якудзы находится киноиндустрия, индустрия развлечений, профессиональный спорт, лотереи, финансовая сфера и сфера недвижимости), она осуществляет контрабанду морепродуктов и похищенного автотранспорта, наркотиков (в том числе метамфетамина) и оружия.
- Колумбийские наркокартели занимаются практически исключительно наркобизнесом, являясь основными поставщиками на мировой рынок кокаина (до 80 %). Два наиболее известных картеля существовали в городах Медельина и Кали. Медельинский картель был основан семьями Пабло Эскобара и Очао, а калийский — семьями Сантакруз и Родригес Орихуэлла. Руководящий уровень картелей строится по жёсткой иерархической схеме, а на более низком уровне выделяются отдельные ячейки, каждая из которых занимается определённым видом преступной деятельности и не осведомлена о прочих операциях картеля. В конце 1990-х годов операции колумбийской полиции и правоохранительных органов других стран привели к значительному сокращению объёма операций, осуществляемых картелями, однако освободившееся место заполнили более мелкие преступные организации.
- Нигерийские преступные организации появились в начале 1980-х годов вследствие кризиса экономики Нигерии, связанного с падением цен на нефть. Эти преступные организации специализируются на незаконном обороте наркотиков, а также на мошеннических операциях (в том числе связанных с подделкой кредитных карт и других новых финансовых инструментов) и вымогательстве. Как правило, большинство операций являются небольшими, но это компенсируется их большим количеством.

### В Европе
Доклад Совета Европы о ситуации в сфере организованной преступности 2001 года включал следующие сведения о количестве организованных групп и их участников в государствах-членах Совета Европы (по сведениям, предоставленным правительствами этих стран):
| <25     | Андорра, Австрия, Азербайджан, Кипр, Эстония, Лихтенштейн, Мальта, Норвегия, Сан-Марино                                          |
| 25—100  | Албания, Чехия, Дания, Финляндия, Венгрия, Исландия, Ирландия, Литва, Люксембург, Португалия, Словакия, Словения, Швеция, Турция |
| 100—200 | Греция, Латвия, Македония, Молдова, Нидерланды, Португалия, Испания                                                              |
| 200—500 | Болгария, Польша, Швейцария |
| >500    | Германия, Италия, Румыния, Российская Федерация, Великобритания, Украина                                                         |

| <500      | Албания, Андорра, Кипр, Эстония, Финляндия, Греция, Исландия, Ирландия, Лихтенштейн, Люксембург, Мальта, Македония, Норвегия, Португалия, Сан-Марино, Словакия |
| 500—2500  | Азербайджан, Болгария, Чехия, Дания, Венгрия, Латвия, Литва, Молдова, Нидерланды, Словения, Швейцария, Турция                                                  |
| 2500—5000 | Испания |
| >5000     | Германия, Италия, Польша, Румыния, Российская Федерация, Великобритания, Украина                                                                               |

В докладах 2004 и последующих годов перечисляются также основные международные преступные организации, действующие на территории Европы. К числу наиболее опасных из них отнесены албанские (занимающиеся торговлей наркотиками и людьми, а также стремящиеся к установлению контроля за преступными рынками, в том числе насильственными методами) и российские (экономические преступления, вымогательство, незаконная иммиграция). Кроме того, указывается на действие и других этнических группировок: турецких (торговля наркотиками и оружием, отмывание денег, рэкет), нигерийских (торговля наркотиками и людьми, мошенничество), марокканские (торговля наркотиками группы каннабиоидов и контрабанда), колумбийские (торговля кокаином), китайские (нелегальная миграция) и вьетнамские (контрабанда, нелегальная миграция, другие преступные услуги).

## Детерминация организованной преступности
Специалистами отмечается, что переход от индивидуальных актов преступного поведения к организованной преступной деятельности характеризуется теми же причинно-следственными цепочками, что и переход от простейших видов экономической деятельности к развитым схемам предпринимательской деятельности в условиях рыночной экономики: в обоих случаях с целью обеспечения максимальной эффективности (максимум прибыли при минимуме риска) вырабатываются всё более сложные схемы деятельности, отдаляющие процесс возникновения замысла и постановки задач общего характера: структуры организованных преступных формирований становятся похожими на структуры крупных корпораций.
Организованная преступность присуща не любому обществу, для её возникновения необходимы особые социально-экономические и политические условия.
Во-первых, организованная преступность оказывается связана с миграционными процессами: криминологами был отмечен устойчивый этнический характер процессов детерминации организованной преступности, их связь с волнами массовой эмиграции определённых народов. Так, в конце XIX — в начале XX века в США в основном действовали ирландские группировки, которые сменились еврейскими (в результате массовой эмиграции периода Первой мировой войны и социальных преобразований в России), а позже итальянскими; в современный период лицо американской организованной преступности также определяется эмигрантами новой волны: евреями из стран бывшего СССР (так называемая «российская» организованная преступность), кубинцами и другими латиноамериканцами. Выраженный этнический характер имеет и европейская (в том числе российская) организованная преступность.
Во-вторых, среди причин появления организованной преступности называется неразвитость определённых государственных институтов. Исследователями приводится пример становления сицилийской мафии, которое стало возможным потому, что эта организация предоставила предпринимателям возможность обеспечить гарантированное исполнение торговых сделок, защиту их экономических интересов, восполнила существующие недостатки государственной системы правосудия и регулирования экономической деятельности; при этом указывается, что предприниматели обращались к мафии за покровительством сами, по доброй воле, а не в результате вымогательства.
В целом сицилийский писатель Джузеппе Фава так характеризует основные криминогенные детерминанты, лежащие в основе формирования организованной преступности: «Основная причина существования мафии — в беспросветной бедноте и нищете, что собирает воедино неграмотность и болезнь, суеверие и ханжество, отсталость и насилие… Корни мафии — нищета, но её катализатор — погоня за богатством, грязным богатством».
В современных условиях глобального мира это тем более актуально, что в причинный комплекс преступных процессов включается такой фактор, как общемировой конфликт между богатством стран «Золотого миллиарда» и бедностью, который приводит к тому, что организованные преступные формы начинают использовать не только отдельные лица или их объединения, но и государства, использующие преступные формирования (в том числе террористические) для достижения собственных интересов; свой вклад в формирование мировой преступной системы вносят и транснациональные корпорации, использующие организованную преступность для лоббирования собственных экономических интересов.
Организованная преступность является прямой формой  самодетерминации преступности и имеет особый механизм проявления. Так, создание преступной организации уже предполагает совершение действий преступной направленности (то есть одно преступление неминуемо влечёт другие).

## Борьба с организованной преступностью
Противодействие организованной преступности является гораздо более сложной задачей, чем борьба с общеуголовной преступностью. Зачастую организованная преступность располагает ресурсами (человеческими, финансовыми, политическими), сравнимыми с доступными официальным полицейским органам. Ввиду этого не существует и не может существовать методов, позволяющих в короткие сроки добиться значительных успехов в борьбе с организованной преступностью.
Стратегическими задачами борьбы с организованной преступностью, помимо ликвидации основных организованных преступных формирований и возмещения ущерба от их деятельности, являются устранение причин и условий, способствующих формированию преступного общества, затруднение вовлечения в преступную деятельность новых лиц и распространения сферы влияния преступности.
В борьбе с существующими организованными преступными формированиями правоохранительные органы стремятся к в первую очередь к их разобщению. Помимо реагирования на совершаемые преступления и выявления их непосредственных исполнителей, основной задачей является установление личности лидеров преступных формирований и привлечение их к ответственности; для этого может использоваться в том числе содействие менее опасных членов преступных группировок, которым в обмен на сотрудничество с правоохранительными органами значительно смягчаются сроки наказания (вплоть до полного отказа от привлечения к ответственности).
Важными составляющими мер по борьбе с организованной преступностью являются финансовый контроль, направленный на затруднение производства операций по легализации преступных доходов, использованию преступных капиталов, и антикоррупционные меры, направленные на очистку правоохранительных органов и других государственных структур от лиц, содействующих организованным преступным формированиям.
Эффективная борьба с организованной преступностью невозможна без мер, направленных на оздоровление общества в целом, призванных дать легальную альтернативу «социальным службам» преступного общества: государство должно обеспечивать населению доступность необходимых товаров и услуг, занятость населения, нормальное функционирование идеологических и воспитательных институтов, доступность законных средств разрешения социальных конфликтов.
Какие из перечисленных мер окажутся более эффективными — зависит от модели, по которой строится деятельность организованной преступности в конкретных социальных условиях. Джей Альбанезе выделяет три типа таких моделей:
- Традиционная модель крупномасштабного преступного заговора, контролируемого небольшой группой лидеров. В таком случае наиболее эффективны будут меры, направленные на нейтрализацию лидеров путём их ареста или иным способом, которые приведут к коллапсу сговора.
- Модель локальных организованных этнических групп. В этом случае, поскольку никакой централизованной организации не существует, нейтрализация лидеров не даст желаемого результата, поскольку на их место придут новые. В этом случае основными направлениями борьбы могут стать меры финансового, социального и иного контроля, а также иные меры, направленные на выведение финансовых потоков из теневого сектора экономики.
- Модель предприятия, согласно которой организованная преступность характеризуется неформальной децентрализованной структурой и возникает в определённых социально-экономических условиях, когда легальные механизмы обеспечения потребностей населения неэффективны. Для борьбы с такого рода организованной преступностью необходимо прежде всего ликвидировать причины, её породившие, стабилизировав и сделав прозрачными социально-экономические процессы.

Кроме того, для того, чтобы правоохранительные органы могли достигать значимых результатов в борьбе с организованной преступностью, нужна специальная нормативно-правовая и материально-техническая база их деятельности, дающая возможность принять необходимые меры по предупреждению совершения преступлений организованными группами, дезорганизовать их деятельность (например, путём недопущения «сходок»), не позволить попавшим в поле зрения органов охраны правопорядка членам организованных преступных объединений уйти от уголовной ответственности. Организованная преступность признана наиболее латентной за счёт её профессионализации и коррумпированных взаимоотношений с органами власти, что затрудняет выявление и предупреждение таких преступлений.

## Организованная преступность в России
В России формирование организованной преступности и становление преступного общества происходило с 1960-х годов. Особенно заметно увеличивалась организованность российской преступности в период экономических реформ (с 1991 года), когда организованная преступность вошла в жизнь большого числа граждан.
По данным МВД, в 2000 году в России действовало 130 особо опасных преступных сообществ, в которые входили 964 организованные группы с общей численностью участников более 7,5 тысяч человек; при этом в 2001 году правоохранительными органами было привлечено к ответственности 11,5 тысяч лидеров и активных участников организованных преступных групп. 
В России действовало и продолжает действовать несколько заметных преступных сообществ. Самым известным из них является сообщество «воры в законе», объединяющее лидеров уголовной среды, в основном ориентированных на совершение общеуголовных, а не экономических (коррупционных) преступлений: хищений, вымогательства, бандитизма и т. д.; существуют также сообщества организованные по этническому и другим признакам.

### Учебники
- Криминология: Учебник для вузов / Под общ. ред. А. И. Долговой. 4-е изд., перераб. и доп. М., 2010. 1008 с. ISBN 978-5-91768-038-5 (Норма) ISBN 978-5-16-003928-2 (Инфра-М). Автор главы — А. И. Долгова.
- Криминология: Учебник / Под ред. Н. Ф. Кузнецовой, В. В. Лунеева. 2-е изд., перераб. и доп. М., 2004. 640 с. ISBN 5-466-00019-1. Автор главы — А. И. Гуров.
- Криминология: учебное пособие / Г. И. Богуш [и др.]; под ред. Н. Ф. Кузнецовой. М., 2007. 328 с. ISBN 5-482-01189-5. Автор главы — Г. К. Мишин.
- Криминология: Учебник / Под ред. В. Н. Кудрявцева и В. Е. Эминова. 3-е изд., перераб. и доп. М., 2005. 734 с. ISBN 5-7975-0647-5. Автор главы — В. С. Овчинский.
- Криминология: Учебник / И. Я. Козаченко, К. В. Корсаков. М.: НОРМА-ИНФРА-М, 2011. — 304 с. ISBN 978-5-91768-209-9.

### Нормативные акты
- Документы ООН по борьбе с организованной преступностью. Дата обращения: 4 июля 2008. Архивировано 15 марта 2012 года.

### Веб-сайты
- Klaus von Lampe. Organized Crime. Research (англ.). Дата обращения: 28 июня 2008. Архивировано 15 марта 2012 года.